# Малое Якшино
 Малое Якшино  — опустевшая деревня в Селижаровском муниципальном округе Тверской области.

## География
Находится в западной части Тверской области на расстоянии приблизительно 18 км на юг по прямой от административного центра округа поселка Селижарово.

## История
Деревня была показана ещё на карте 1825 года. В 1859 году здесь (деревня Осташковского уезда Тверской губернии) было учтено 7 дворов, в 1939 — 27. До 2020 года входила в состав Оковецкого сельского поселения Селижаровского района до их упразднения.

## Население
Численность населения: 75 человек (1859 год), 0 как в 2002 году, так и в 2010.